# Shigatsu wa Kimi no Uso
Shigatsu wa Kimi no Uso (四月は君の嘘 lit. Tu mentira en abril?), también conocida como Your Lie in April a nivel internacional y como KimiUso (君嘘?) de forma abreviada, es una serie de manga de comedia dramática escrita e ilustrada por Naoshi Arakawa. La serie se publicó por entregas en la revista mensual Gekkan Shōnen Magazine de Kōdansha desde el 6 de abril de 2011 hasta el 6 de febrero de 2015. La historia sigue a un joven pianista llamado Kо̄sei Arima, que pierde la capacidad de escuchar el piano después de la muerte de su madre.
Una adaptación de la serie a anime producido por A-1 Pictures se emitió desde el 9 de octubre de 2014 hasta el 19 de marzo de 2015 en el bloque de programación noitaminA de Fuji TV. Un OVA fue lanzado el 15 de mayo de 2015, junto con el decimoprimer volumen del manga. La historia narra la infancia de los personajes, así también como el inicio de la rivalidad entre los pianistas. En septiembre de 2016 se lanzó una adaptación cinematográfica de imagen real con el mismo nombre. La serie también se adaptó a una obra de teatro, una novela ligera, y estaba prevista para ser adaptada a un musical, pero fue cancelado debido a la pandemia de COVID-19.
Varios factores influyeron en la forma en que surgió la serie, dado a la similitudes con otras obras como Beck y Nodame Cantabile, y en el anime se usaron varias ubicaciones a lo largo de la línea Seibu Railway en Japón. El manga recibió críticas positivas y otras mixtas, como fueron la trama y los personajes, pero que también criticaron la obra de arte. Por el contrario, la adaptación del anime recibió buena aceptación de los críticos por su trama, animación y banda sonora.

## Argumento
Kōsei Arima es un niño que tiene talento para tocar el piano y siempre domina en varios concursos, lo que hace que sea famoso entre los músicos jóvenes. Después de la muerte de su madre, quién también era su instructora, cayó en un colapso mental en medio de una interpretación de piano a la edad de 11 años. El trauma que sufrió le hizo perder la capacidad de escuchar el sonido del piano, aunque su audición estaba bien físicamente. Dos años después, Kōsei sigue sin haber tocado su piano y piensa que el mundo es monótono y sin color. También pareció dejar de lado su vida y solo interactuó de cerca con sus dos amigos, Tsubaki Sawabe y Ryota Watari. Hasta que un día, conoció a alguien que le cambió la vida y le devolvió el color a su vida, Kaori Miyazono, una joven violinista audaz y de espíritu libre de catorce años, cuyo estilo de interpretación refleja su personalidad, la cual ayuda a Kōsei a regresar al mundo de la música y le muestra que debe ser libre y romper moldes a diferencia del estilo estructurado y rígido al que Kosei estaba acostumbrado. Poco a poco, Kaori lleva a Kōsei de regreso al mundo de la música y le muestra que tocar música es algo que debe infundirse usando sentimientos e imaginación.

## Personajes
- Kōsei Arima (有馬 公生 Arima Kōsei?)

Kōsei es un niño prodigio con el piano, usualmente es conocido como el «Metrónomo Humano» debido al excesivamente estricto método de enseñanza de su madre. Fue capaz de tocar el piano con una extrema precisión y disciplina, y por lo tanto ganó varias competencias a lo largo de Japón a una temprana edad. Pierde la habilidad de tocar el piano después de que su madre, quién también era su profesora de piano, muriera debido a una enfermedad. Dos años más tarde, reanuda su carrera como pianista después de ser influenciado por Kaori Miyazono, para convertirse en su acompañante durante las competencias. Influenciado por el estilo emocional de la chica, Kōsei gana confianza en sí mismo y se enamora de ella, sin embargo nunca confiesa sus sentimientos. En la adaptación animada su seiyū es Natsuki Hanae, y su actor de doblaje en Latinoamérica es Diego Becerril, mientras que en la película de imagen real es interpretado por Kento Yamazaki, y en la obra de teatro por Shintarō Anzai.
- Kaori Miyazono (宮園 かをり Miyazono Kawori?)

Kaori es la compañera de clase de Tsubaki; ella es una violinista de espíritu libre que ha recibido muchas críticas de los paneles de jueces debido a su falta de voluntad para adherirse estrictamente a la partitura, pero es muy favorecida por el público que la escucha tocar. Kaori conoció a Kōsei cuando le pidió a Tsubaki que la arreglara con Watari. A medida que su amistad crecía, finalmente convenció a Kōsei para que volviera a tocar el piano, primero como acompañante y luego en una competencia de piano. Se revela al final del anime, en una carta dirigida a Kōsei después de su muerte, que ella había pedido estar con Watari para conocer a Kōsei, sabiendo que Watari y Tsubaki eran buenos amigos de él y que ella había estado enamorada de él desde que tenía cinco años, y simplemente pensaba en Watari como un amigo. En la adaptación animada su seiyū es Risa Taneda, y su actriz de doblaje en Latinoamérica es Alessia Becerril, mientras que en la película de imagen real es interpretada por Suzu Hirose, y en la obra de teatro por Arisa Matsunaga.
- Tsubaki Sawabe (澤部 椿 Sawabe Tsubaki?)

Amiga de la infancia de Kōsei y vecina de al lado, que lo trata como a un hermano pequeño. Ella es atlética y es parte del club de softbol en la escuela. A menudo consternada por la incapacidad de Kōsei para superar la muerte de su madre, ella intenta que vuelva a tocar el piano para tomar una decisión clara sobre su futuro. Primero niega sus sentimientos por él, pero después de pasar por varias etapas de negación, se da cuenta de que está enamorada de él, por lo que le confiesa sus sentimientos más tarde. En la adaptación animada su seiyū es Ayane Sakura, y su actriz de doblaje en Latinoamérica es Casandra Acevedo, mientras que en la película de imagen real es interpretada por Anna Ishii, y en la obra de teatro por Misato Kawauchi.
- Ryōta Watari (渡 亮太 Watari Ryota?)

Ryōta es el amigo de la infancia de Kōsei y Tsubaki, y es el capitán del equipo de fútbol de la escuela. Es muy popular entre las chicas y suele adoptar una actitud frívola. Sin embargo, de vez en cuando se le ocurren buenas ideas. Kaori era su interés amoroso y cuando están juntos, se muestra que la ama demasiado, lo que pone celoso a Kōsei. Kōsei luego le cuenta lo que siente por Kaori, y pronto acepta esto y le da un consejo. A pesar de sus constantes comentarios sobre lo lindas que son las otras chicas, él realmente se preocupaba por Kaori, y se muestra que guarda una foto de ella en su teléfono celular después de su muerte. En la adaptación animada su seiyū es Ryōta Ōsaka, y su actor de doblaje en Latinoamérica es Eduardo Martínez, mientras que en la película de imagen real es interpretado por Taishi Nakagawa, y en la obra de teatro por Masanari Wada.
- Takeshi Aiza (相座 武士 Aiza Takeshi?)

Takeshi es un pianista de la misma edad que Kōsei. Su objetivo siempre fue alcanzar y superar a Kōsei en el piano desde que lo vio tocar a una edad temprana. Su determinación es tan fuerte que Takeshi incluso abandonaría una invitación a una competencia de piano en Europa para competir con Kōsei. Para Takeshi, Kōsei era como su 'héroe'. En la adaptación animada su seiyū es Yūki Kaji, mientras que en la obra de teatro es interpretado por Shōjirō Yokoi.
- Emi Igawa (井川 絵見 Igawa Emi?)

Emi es una pianista de la misma edad que Kōsei, quien decidió convertirse en pianista después de escuchar a Kōsei tocar a la edad de 5 años. Su objetivo es llegar a Kōsei a través de su estilo emocional al tocar. Se insinúa que siente algo por Kōsei. En la adaptación animada su seiyū es Saori Hayami, mientras que en la obra de teatro es interpretada por Haruka Yamashita.
- Nagi Aiza (相座 凪 Aiza Nagi?)

Nagi es la hermana pequeña de Takeshi, la cual pidió a Hiroko que fuera su profesora para poder vigilar al eterno rival de su hermano, Kōsei. Al final, acabó convirtiéndose en la alumna de Kōsei y su admiradora. En la adaptación animada su seiyū es Ai Kayano.
- Saki Arima (有馬 早希 Arima Saki?)

Saki es la estricta madre de Kōsei, la cual le fuerza a tocar el piano siguiendo las partituras a la perfección, a menudo golpeándolo severamente por pequeños errores. Aunque en un principio ella no pensó en convertir a su hijo en pianista, el descubrimiento del talento de su hijo junto a la enfermedad terminal que sufría hicieron que decidiera enseñar a su hijo unas sólidas bases de piano para que encontrara su estilo y su forma de vivir como un pianista después de su muerte. Saki murió justo antes de la clasificatoria para la que era supuestamente la primera competición de su hijo en Europa. En la adaptación animada su seiyū es Mamiko Noto, mientras que en la obra de teatro es interpretada por Ryōko Tanaka.
- Hiroko Seto (瀬戸 紘子 Seto Hiroko?)

Hiroko es una famosa pianista nacional y amiga íntima de Saki desde la universidad. Fue ella la que descubrió el talento de Kōsei como pianista, sugiriendo a su madre que lo instruyera para convertirlo en un profesional, a pesar de que al principio Saki no estaba de acuerdo. Culpándose a sí misma por el brutal trato de Saki hacia Kōsei y el trauma psicológico de éste por la muerte de su madre, Hiroko pasa a ser la tutora de Kōsei. Después de que Kōsei reanude su carrera como pianista, Hiroko se convierte en su profesora. En la adaptación animada su seiyū es Mie Sonozaki.
- Koharu Seto (瀬戸 小春 Seto Koharu?)

Una niña muy pequeña que sonríe muy a menudo y es la hija de Hiroko. A ella le gusta tocar el piano de Kōsei y siempre quiere que él toque más y está muy apegada a él. Por lo general, se aferra al lado de su madre y es adorada tanto por Kōsei como por su madre. En la adaptación animada su seiyū es Inori Minase.
- Saitō (斎藤?)

Saito es un compañero de béisbol de Tsubaki, un año mayor que ella, y objeto de admiración de la misma. Se confesó a Tsubaki y salió con ella, pero sugirió que rompieran después de darse cuenta de los sentimientos reales de Tsubaki por Kōsei, encubriéndolo diciendo que había encontrado a alguien más a quien ama. En la adaptación animada su seiyū es Kazuyuki Okitsu.
- Kashiwagi Nao (柏木奈緒 Kashiwagi Nao?)

Kashiwagi es una buena amiga de Tsubaki que a menudo le da consejos. Kashiwagi logró romper la terquedad de Tsubaki para darse cuenta y admitir sus sentimientos por Kōsei. Cerca del final, se estableció que la mayoría de los consejos que le da a Tsubaki provienen de que es fanática del manga BL (Boys' Love), no de su experiencia personal en las citas. En la adaptación animada su seiyū es Shizuka Ishigami, mientras que en la obra de teatro es interpretada por Haruka Igarashi.

## Desarrollo

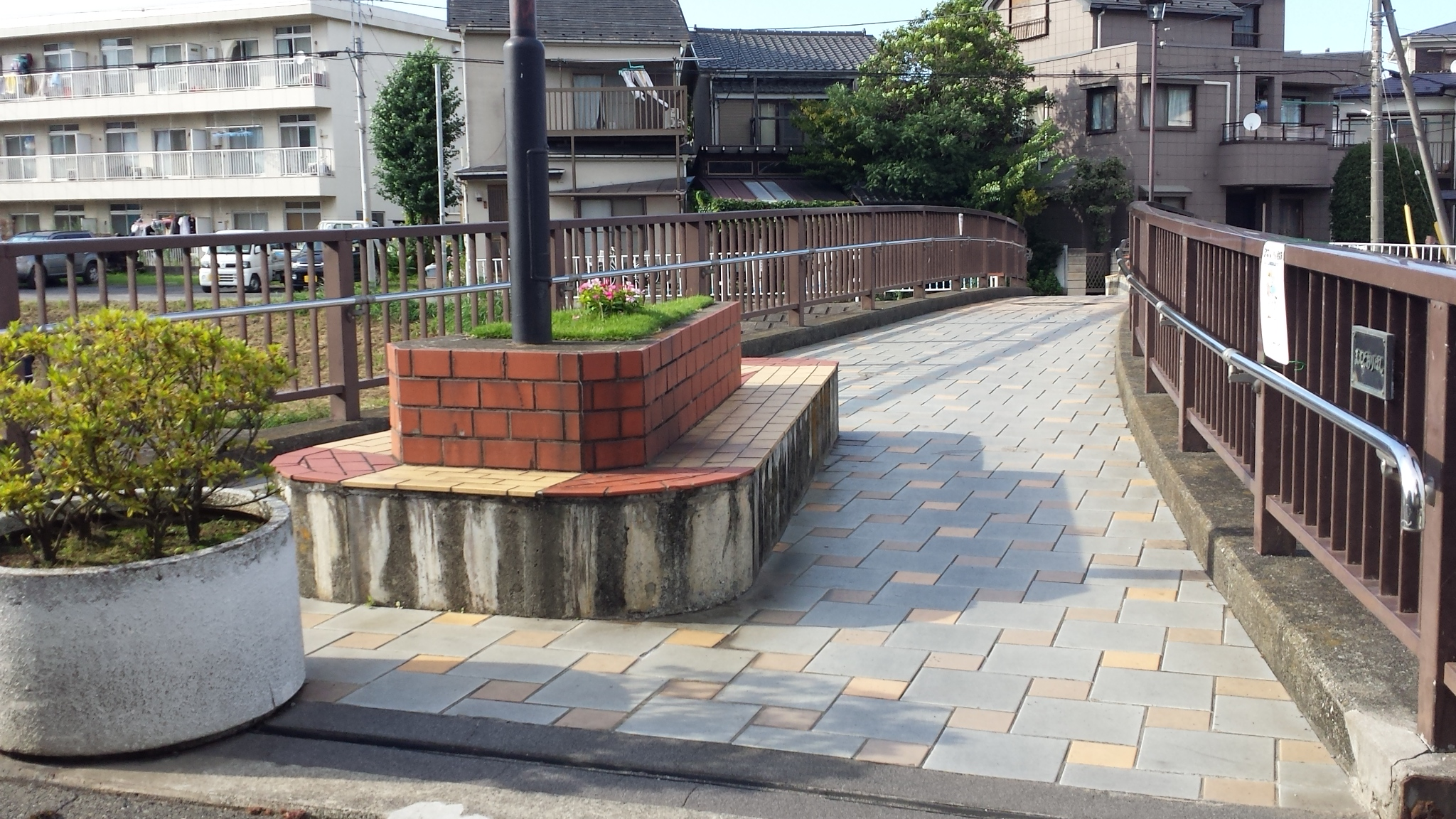
Puente Maedori, uno de los lugares del mundo real que aparecen en la serie

### Manga
Cuando Naoshi Arakawa quiso ser mangaka por primera vez, participó en un one-shot en el Gran Desafío de la revista Gekkan Shōnen Magazine. Después de terminar Sayonara, Football, quiso probar algo nuevo, incluso dijo que estaba «aburrido» del manga deportivo. En busca de ideas, volvió al one-shot que presentó en el concurso. A pesar de que había intentado lanzar previamente un manga musical, solo para que lo rechazaran debido a que estaba en publicación Nodame Cantabile, en su segundo intento por escribir un manga del mismo tema, su idea fue aceptada después de presentar sus bocetos y diseños. Arakawa eligió el tema de la música clásica porque Beck era muy popular en ese momento, y esa no era una serie con la que quisiera competir. Dado que Beck se centra en la música rock, eligió un tema clásico. Para diferenciarlo de Nodame Cantabile, otro manga con un tema de música clásica, decidió centrarse en un solo instrumento en lugar de una orquesta completa. Debido a que no sabía nada sobre música clásica antes de crear la serie, entrevistó a los músicos Akinori Osawa, Masanori Sugano, Kaori Yamazaki y Rieko Ikeda, además de usar su experiencia en el Kendo para ayudar a representar la tensión en las competencias. También leyó libros sobre música y le pidió ayuda a su editor Shiro Yamano, que tenía experiencia previa en música clásica.
Para saber en qué instrumento enfocarse, recordó haber visto a una violinista en la televisión, lo que partió como inspiración en la historia. Originalmente quería tener dos violinistas de ambos géneros, pero dibujar escenas con dos violinistas era difícil, por lo que eligió un violinista y un pianista. También en la versión original de la historia, los roles de Kaori y Tsubaki se invirtieron, Kaori era del tipo deportivo y Tsubaki era violinista. El final fue algo de lo que originalmente no estaba seguro de hacer, sin embargo, después de que se publicó el tercer volumen en Japón, recibieron una oferta para animar su manga. Al director del anime le gustó su idea para el final, así que decidió seguir con ella.

### Anime
Al adaptar la serie a un anime, el director Kyōhei Ishiguro declaró que querían que la serie atrajera más que solo a los fanáticos del anime. Como resultado, eligieron a Goose House y wacci para interpretar los temas de apertura y cierre respectivamente, ya que cada banda tenía poca o ninguna experiencia previa con el anime.
Al decidir cómo representarlo, Ishiguro decidió usar ubicaciones reales para representar a los lugareños en la serie. Dado que Arakawa había utilizado anteriormente varias ubicaciones a lo largo de la línea Seibu Railway, como la estación Ōizumi-gakuen, Ishiguro decidió buscar en esa área. Después de mostrar escenas del manga a los operadores de Seibu Railway Company y a los funcionarios de la Oficina del Barrio de Nerima, pudieron seleccionar las ubicaciones adecuadas.

## Contenido de la obra

### Manga
La serie fue escrita e ilustrada por Naoshi Arakawa, comenzó a publicarse en la edición de mayo de 2011 de la revista mensual Gekkan Shōnen Magazine de Kōdansha, y término en la edición de febrero de 2015. El primer volumen tankōbon fue publicado por Kōdansha el 16 de septiembre de 2011, y el volumen final fue lanzado en dos ediciones, una edición regular y una edición limitada, el 15 de mayo de 2015. La serie tiene licencia en Inglés en Norteamérica por Kodansha USA, quienes publicaron el primer volumen el 21 de abril de 2015. Un manga derivado, titulado Shigatsu wa Kimi no Uso: Coda, se incluyó con el lanzamiento del Blu-ray de la serie de anime, el cual se publicó en formato tankōbon el 17 de agosto de 2016.
El 3 de febrero de 2015, se anunció la licencia del manga en España por parte de la editorial Milky Way Ediciones, la cual ha publicado los 11 tomos recopilatorios además del spin-off. La traducción corrió a cargo de Salomón Doncel-Moriano Urbano. El 14 de febrero de 2018, se anunció su licencia en México por parte de Panini Manga.

#### Lista de volúmenes
| N.º | Fecha de lanzamiento original | ISBN original                                                                      |
| --- | ----------------------------- | ---------------------------------------------------------------------------------- |
| 1 | 16 de septiembre de 2011      | ISBN 978-4-06-371301-5                                                             |
| 1. «Monotono» (モノトーン «Monotōn»?) 2. «El amor de una violinista» (ヴァイオリニストの愛 «Vaiorinisuto no Ai»?) 3. «Gato negro» (黒猫 «Kuroneko»?) 4. «Vistoso» (カラフル «Karafuru»?)                                                  |                               |                                                                                    |
| 2 | 17 de enero de 2012           | ISBN 978-4-06-371317-6                                                             |
| 5. «Un océano oscuro» (暗い海 «Kurai Umi»?) 6. «Desde atrás» (後ろ姿 «Ushirosugata»?) 7. «Cielos nublados» (曇天模様 «Donten Moyō»?) 8. «La superficie del agua» (水面 «Minamo»?)                                                         |                               |                                                                                    |
| 3 | 17 de mayo de 2012            | ISBN 978-4-06-371327-5                                                             |
| 9. «La grabación en cassette y la luna» (ラジカセと月 «Rajikase to Tsuki»?) 10. «El camino a casa» (帰り道 «Kaerimichi»?) 11. «Los susurros de las sombras» (カゲささやく «Kage Sasayaku»?) 12. «Espejismo» (蜃気楼 «Shinkirō»?)          |                               |                                                                                    |
| 4 | 14 de septiembre de 2012      | ISBN 978-4-06-371345-9                                                             |
| 13. «Aumento» (うねる «Uneru»?) 14. «Rojo y amarillo» (赤と黄色 «Aka to Kiiro»?) 15. «Resonancia» (共鳴 «Kyōmei»?) 16. «¡Escucha, mamá!» (ねえ、ママきいてよ «Nē, Mama Kī Te Yo»?)                                                        |                               |                                                                                    |
| 5 | 17 de enero de 2013           | ISBN 978-4-06-371359-6                                                             |
| 17. «Descendente» (墜ちる «Ochiru»?) 18. «El paisaje cuando estoy contigo» (君といた景色 «Kimi Toita Keshiki»?) 19. «A lo largo de la vía del tren» (線路沿いの道 «Senro-zoi no Michi»?) 20. «Bajo el puente» (橋の下 «Hashi no Shita»?)  |                               |                                                                                    |
| 6 | 17 de mayo de 2013            | ISBN 978-4-06-371375-6                                                             |
| 21. «Manzana confitada» (りんご飴 «Ringo Ame»?) 22. «Twinkle, Twinkle, Little Star» (トゥインクルリトルスタ «Tuinkuru Ritoru Sta»?) 23. «Estimulado a la acción» (つき動かす «Tsuki Ugokasu»?) 24. «Rayos de luz» (射す光 «Sasu Hikari»?) |                               |                                                                                    |
| 7 | 17 de septiembre de 2013      | ISBN 978-4-06-371387-9                                                             |
| 25. «Connección» (つながる «Tsunagaru»?) 26. «Una cadena» (連鎖 «Rensa»?) 27. «Contornos superpuestos» (車なる輪郭 «Kurumanaru Rinkaku»?) 28. «Huellas» (足跡 «Ashiato»?)                                                                 |                               |                                                                                    |
| 8 | 17 de enero de 2014           | ISBN 978-4-06-371405-0                                                             |
| 29. «Mentiroso» (うそつき «Usotsuki»?) 30. «Intruso» (闖入者 «Chinyūsha»?) 31. «Lo harás» (君でいいや «Kimi de ī ya»?) 32. «Dos de un tipo» (似た者同士 «Nitamono Dōshi»?)                                                                |                               |                                                                                    |
| 9 | 16 de mayo de 2014            | ISBN 978-4-06-371418-0                                                             |
| 33. «Crepúsculo» (トワイライト «Towairaito»?) 34. «Aquellos que miran al abismo» (深淵をのぞく者 «Shin'en o Nozoku Mono»?) 35. «Corazones entrelazados» (心重ねる «Kokoro Kasaneru»?) 36. «Puñetazo» (パンチ «Panchi»?)                   |                               |                                                                                    |
| 10 | 17 de octubre de 2014         | ISBN 978-4-06-371435-7                                                             |
| 37. «Una promesa» (約束 «Yakusoku»?) 38. «Adios heroe» (さよならヒーロー «Sayonara Hīrō»?) 39. «Atrapado en la lluvia» (雨やどり «Amayadori»?) 40. «Mano a mano» (手と手 «Te to Te»?)                                                     |                               |                                                                                    |
| 11 | 15 de mayo de 2015            | ISBN 978-4-06-371467-8 (edición regular) ISBN 978-4-06-358752-4 (edición limitada) |
| 41. «Nieve» (雪 «Yuki»?) 42. «De nuevo» (アゲイン «Agein»?) 43. «Balada» (バラード «Barādo»?) 44. «Brisa de primavera» (春風 «Harukaze»?)                                                                                                 |                               |                                                                                    |

### Anime
A-1 Pictures produjo la adaptación de la serie de televisión de anime del manga. Se emitió del 10 de octubre de 2014 al 20 de marzo de 2015 en el bloque de programación noitaminA de Fuji TV. El primer tema de apertura es «Hikaru Nara» (光るなら lit. «Si tu brillarás»?) de Goose House y el primer tema de cierre es «Kirameki» (キラメキ lit. «Brillar»?) de wacci. La segunda canción de apertura es «Nanairo Symphony» (七色シンフォニー Nanairo Shinfonī?, lit. «Sinfonía de siete colores») de Coalamode y el segundo tema final es «Orange» (オレンジ Orenji?, lit. «Naranja») por 7!!. La serie fue dirigida por Kyōhei Ishiguro, con Takao Yoshioka haciendo los guiones, Yukiko Aikei diseñando los personajes y Masaru Yokoyama componiendo las bandas sonoras originales. Un OVA titulado Moments, se incluyó con el lanzamiento de edición limitada del undécimo volumen del manga. La mayoría del personal y el elenco del programa de televisión repitieron sus papeles.
En América del Norte, Aniplex of America obtuvo la licencia de la serie y la transmitió simultáneamente en varias plataformas. La serie tiene licencia en el Reino Unido e Irlanda por Anime Limited. En Australia y Nueva Zelanda, la serie tiene licencia de Madman Entertainment, quien transmitió la serie en AnimeLab. También fue licenciado en España por Selecta Visión quién dobló los 22 capítulos del anime al español.
El 30 de mayo de 2025, Aniplex of America anunció que la serie recibirá un doblaje en español latino, la cual se estrenará próximamente.

### Novela ligera
Una novela ligera derivada de Yui Tokiumi, titulada Shōsetsu Shigatsu wa Kimi no Uso Roku-ri no Echūdo (小説 四月は君の嘘 6人のエチュード?), fue lanzada en Japón el 17 de noviembre de 2014. 	Kōdansha USA la publicó en inglés bajo su sello Vertical. La novela ligera volvió a contar los eventos de la serie principal desde la perspectiva de los amigos y rivales de Kōsei.

### Película de imagen real
El 24 de agosto de 2015, el dominio 'kimiuso-movie.jp' se registró bajo Tōhō, una compañía japonesa de producción y distribución de películas, lo que hizo que los fanáticos creyeran que se estaba preparando una adaptación cinematográfica. Las especulaciones se confirmaron en septiembre de 2015 cuando se anunció el elenco principal para la adaptación en vivo de la serie: Kento Yamazaki como Kōsei Arima, Suzu Hirose como Kaori Miyazono, Anna Ishii de E-girls como Tsubaki Sawabe y Taishi Nakagawa como Ryōta Watari. La película se estrenó en Japón en septiembre de 2016. Fue escrita por Yukari Tatsui y dirigida por Takehiko Shinjō. Mientras que el manga original representa a los personajes en su primer año de secundaria, la película los hizo estar en su segundo año de secundaria.

### Obra de teatro
En la edición de mayo de 2017 de la revista Gekkan Shōnen Magazine, se anunció que se dio luz verde a una adaptación teatral del manga y que se lanzaría en agosto del mismo año. Se anunció que la obra de teatro se llevariá a cabo en el AiiA 2.5 Theatre de Tokio del 24 de agosto de 2017 al 3 de septiembre de 2017, y en el Umeda Arts Theatre de Osaka del 7 de septiembre de 2017 al 10 de septiembre de 2017. La obra fue dirigida por Naohiro Ise y escrita por Kaori Miura. También se reveló que la obra tendría actuaciones musicales en vivo, con Yuta Matsumura interpretando el piano y Shuko Kobayashi interpretando el violín. El elenco principal fue anunciado, y está protagonizado por Shintarō Anzai como Kōsei Arima, Arisa Matsunaga como Kaori Miyazono, Misato Kawauchi como Tsubaki Sawabe y Masanari Wada como Ryōta Watari.

### Musical
Tōhō y Fuji TV anunciaron el 10 de octubre de 2019 que una adaptación musical del manga se estrenaría en el Tokyo Tatemono Brillia Hall del 5 de julio de 2020 al 29 de julio de 2020. Su música fue compuesta por Frank Wildhorn, tenía letras coescritas por Tracy Miller Schell y Carly Robyn Green, los arreglos de Jason Howland, con la dirección de Ikko Ueda, y guiones escritos por Riko Sakaguchi. Después de su estreno en Tokio, tendría una gira nacional con paradas en Misono-za en Nagoya del 31 de julio de 2020 al 1 de agosto de 2020, en el Teatro Hakata-za de Fukuoka del 7 de agosto de 2020 al 9 de agosto de 2020, en el Centro Cultural de la Prefectura de Ehime en Ehime el 13 de agosto de 2020, y en el Umeda Arts Theatre del 20 de agosto de 2020 al 23 de agosto de 2020. Protagonizaron Yuta Koseki y Tatsunari Kimura como Kōsei Arima, Erika Ikuta como Kaori Miyazono, Fuka Yuzuki como Tsubaki Suwabe y Koki Mizuta y Takuto Teranishi como Ryota Watari. Todas las representaciones del musical fueron canceladas debido a la pandemia de COVID-19, y en su lugar se lanzó un álbum conceptual el 25 de diciembre de 2020 en lugar de las actuaciones.

## Recepción

### Manga
Matt de Taykoban elogió la trama de la serie, afirmando que «hizo un gran trabajo mostrando una ventana hacia las almas (hacia los personajes)», mientras que también afirmó que a veces puede ser demasiado monólogo. Katherine Dacey también ofreció algunos elogios, afirmando que las relaciones de los personajes eran «fieles a la vida». Al igual que Matt y Dacey, Sakura Aries de The Fandom Post elogió la trama, calificándola de «atractiva». Sin embargo, Rebecca Silverman de Anime News Network fue más crítica y dijo que sentía que la trama «no era tan emotiva como se esperaba».
Los personajes de la serie recibieron respuestas mixtas. Gabe Peralta, del mismo sitio web que Aries, elogió a los personajes por las relaciones de Kōsei, además de alabar a los adultos por ser más desarrollados que otros trabajos similares. Matt también elogió a los personajes por su profundidad e historias de fondo. Silverman fue más crítica, criticando a Kaori como «mala» y calificando sus actos hacia Kōsei como una «tarea de leer». Dacey también criticó a Kaori, aunque admitió que probablemente estaba sesgada en eso debido a su experiencia como musicóloga.
La obra de arte del manga generalmente recibió respuestas mixtas. Matt la elogió, llamándola «fuerte». Ash Brown de Experiments in Manga también elogió la obra de arte, afirmando que la música estaba bien representada en el trabajo. Sin embargo, Aries fue más crítico y calificó el arte como «mediocre». Silverman también fue crítica con el arte, afirmando que los Arakawa tenían problemas para dibujar las caras de los personajes.
La serie ganó el premio al mejor manga shōnen en la 37.ª edición de los premios Kodansha Manga Awards. También fue nominado para el quinto Manga Taishō. El primer volumen fue también una de las quince series de manga que figuraron en la lista de las 112 novelas gráficas para adolescentes más importantes de la Asociación de Servicios Bibliotecarios para Adultos Jóvenes en 2016. Por su parte, el Spin-Off Shigatsu wa Kimi no Uso: Coda en su semana de lanzamiento alcanzó el puesto número 14 en el ranking de ventas en Japón, con 67 392 copias vendidas.

### Anime
Si bien el manga recibió algunas críticas mixtas, la adaptación al anime fue aclamada en gran medida por los críticos. Chris Beveridge de The Fandom Post elogió la trama de la adaptación y, en última instancia, afirmó que «dicho claramente, (la serie) me conmovió». Matt de Taykoban también elogió la trama, afirmando que «tiene un éxito increíble». Al igual que Beveridge y Matt, Demelza de Anime UK News también elogió la trama y calificó la serie como «una obra maestra a la hora de contar una historia». Theron Martin de Anime News Network también elogió la trama, aunque también mencionó que «puede que no sea tan emotivo para todos los espectadores».
Los personajes de la adaptación recibieron elogios. Chris Homer, del mismo sitio web que Beveridge, elogió a los personajes, calificando a los personajes principales como «increíblemente atractivos» y a los personajes secundarios como «divertidos». Matt también elogió a los personajes, afirmando que Kōsei era «instantáneamente identificable» y que Kaori «resonaba con ellos». Al igual que Matt y Homer, Demelza también elogió a los personajes, calificándolos de «sólidos» y «realistas».
La animación también tuvo un buen recibimiento por parte de la crítica. Nick Creamer, del mismo sitio web que Martin, elogió la animación y calificó el anime como un «espectáculo hermoso». Beveridge también elogió la animación, calificando al anime como «exuberantemente animado por la emoción». Al igual que Creamer y Beveridge, Andy Hanley de UK Anime Network elogió la animación, calificándola de «absolutamente excelente» y describiendo la serie como «una de las series de anime más atractivas que probablemente verás».
También se elogió la banda sonora de la serie. El músico Mithran Jeyashankar de The Aurora Chronicle elogió la banda sonora, afirmando que «complementa cada escena a la perfección». Allen Moody de THEM Anime Reviews también elogió la banda sonora, y finalmente calificó el anime con cuatro estrellas en lugar de tres debido a ello. Al igual que Jeyashankar y Moody, Martin elogió la banda sonora y la calificó de «maravillosa».
Incluso, la actuación de voz recibió elogios. Beveridge elogió tanto la versión japonesa original como el doblaje en inglés, afirmando que ambos idiomas «me cayeron completamente». Martin también elogió ambas pistas de audio, calificando el doblaje en particular como «fuerte». La serie también recibió un premio en la categoría de anime en los Sugoi Japan Awards 2016 del periódico Yomiuri Shimbun.